# 上日川峠
上日川峠（かみひかわとうげ、かみにっかわとうげ）は、山梨県甲州市の峠。塩山方面から甲斐大和方面へ通じる山梨県道218号大菩薩初鹿野線の最高部分で、標高1,585メートル (m) である。大菩薩峠（日本百名山）まではすぐ。広い駐車場と山小屋『ロッヂ長兵衛』がある。冬季は県道が積雪で閉鎖となる。夏期は甲斐大和方面から路線バス（栄和交通バス：大菩薩上日川線 甲斐大和駅 - 上日川峠）が出ている。南アルプスと甲府盆地の眺望が良い。